# Herbert William Garratt

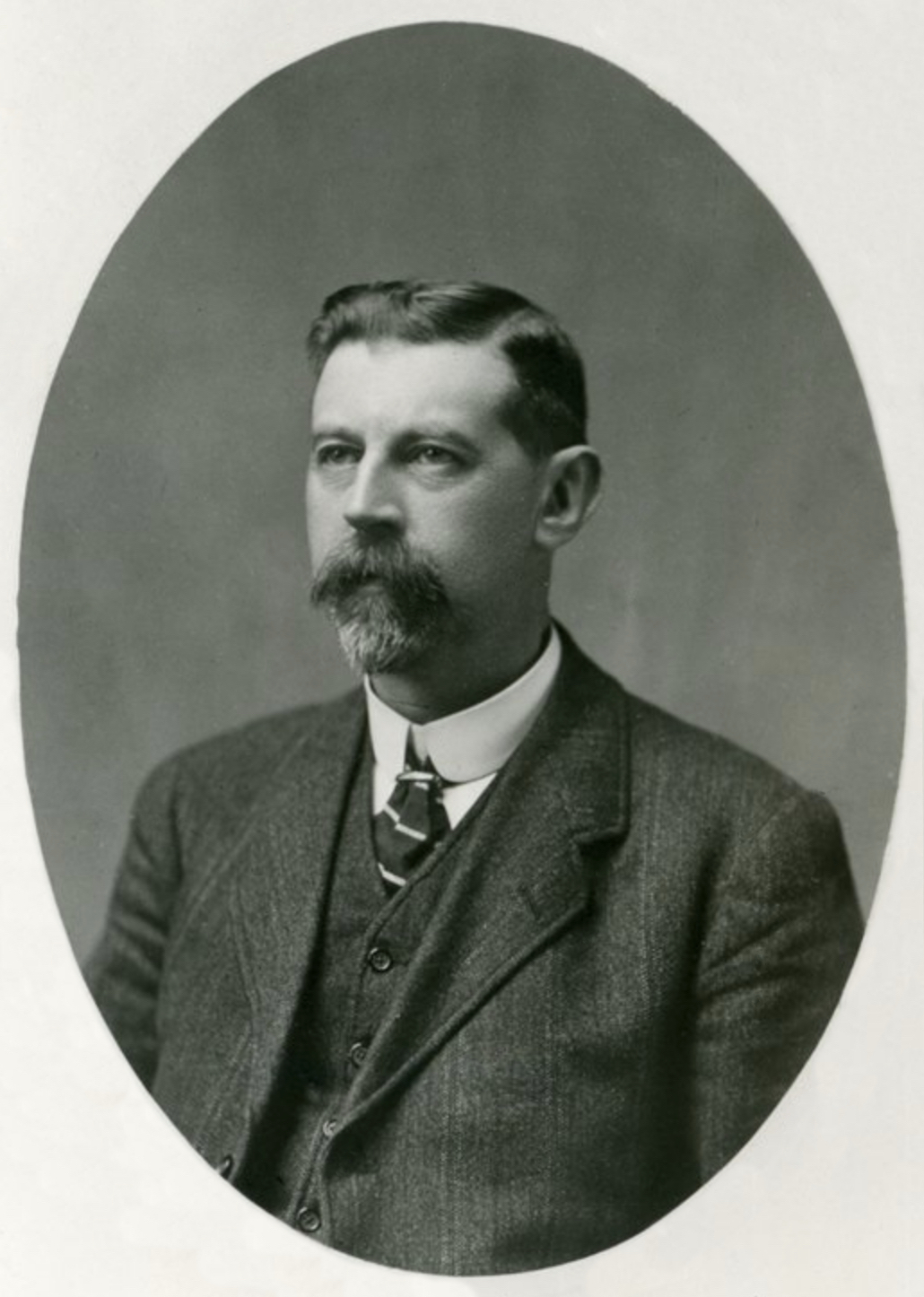
Herbert William Garratt

Herbert William Garratt (* 8. Juni 1864 in London; † 25. September 1913 in Richmond, Surrey) war ein englischer Lokomotivkonstrukteur und Erfinder der Garratt-Lokomotive.

## Leben
Garratts berufliche Laufbahn begann 1879 mit einer Ausbildung in den von John Carter Park geleiteten Bow Works der North London Railway. Ab 1882 arbeitete er als Ingenieur in der Werft von William Doxford & Sons in Sunderland. Danach war er als Bauaufseher für die Ingenieure Sir Charles Fox und Alexander Meadows Rendel tätig. 1885 meldete er seine erste Erfindung, eine verbesserte Schiebersteuerung für Dampflokomotiven, zum Patent an.
Garratt verließ im Jahr 1889 Großbritannien und arbeitete fortan für die südamerikanische Central Argentine Railway. Von 1892 bis 1900 war er Lokomotivsuperintendent dieser Gesellschaft. In den folgenden Jahren arbeitete er auf Kuba (Havanna Central), in Nigeria (Lagos Government Railway), Peru (Lima) und in Australien (New South Wales Government Railways, NSWGR). 1902 wurde er zum Mitglied der britischen Institution of Mechanical Engineers gewählt.
Im Jahr 1906 kehrte er als Prüfingenieur der New South Wales Government Railways nach Australien zurück. Eine seiner Aufgaben war die Inspektion der Eisenbahnartillerie von New South Wales. In diesem Zusammenhang befasste er sich auch mit möglichen Konstruktionen für Geschützlafetten und erörterte diesbezügliche Fragen mit Beyer, Peacock & Co., zu jener Zeit ein wichtiger Lieferant der NSWGR. 

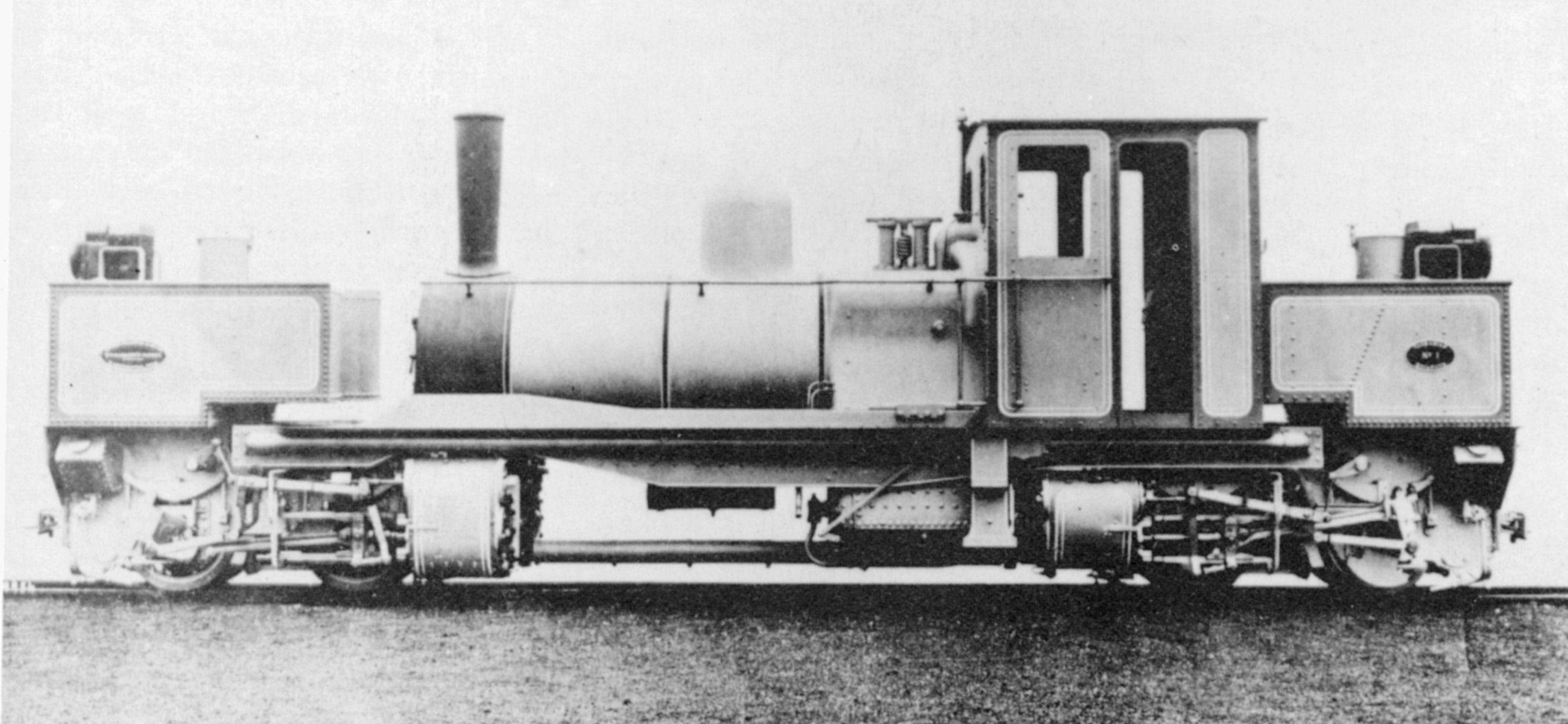
Die tasmanische Gelenklokomotive K1

Garratt erkannte, dass der gleiche Ansatz, mit dem das Problem der Kurvenläufigkeit und der Begrenzung der Achslast bei Eisenbahngeschützen gelöst werden konnte, auch im Lokomotivbau anwendbar war. Diese Idee führte zu seiner wichtigsten Erfindung, der Garratt-Gelenklokomotive, die er im Juli 1907 zum Patent anmeldete. Elf Monate später wurde das Patent erteilt und Garratt begann zunächst ohne Erfolg mit der Suche nach einem Lokomotivhersteller, der seinen Entwurf umsetzen wollte. Erst bei A. H. Hoy, dem damaligen General Manager von Beyer, Peacock & Co. fand seine Idee Anklang. Hoy übergab die weitere Bearbeitung seinem späteren Nachfolger Rogerson. 
Es folgten Monate intensiver Entwicklungsarbeit, in denen Beyer-Peacock und Garratt gemeinsam den groben Entwurf zur Produktionsreife weiterentwickelten. Gleichzeitig warb Beyer-Peacock um Kunden für die neue Konstruktion. Den ersten Auftrag für zwei schmalspurige Garratt-Lokomotiven erteilte im Jahr 1909 die Tasmanian Government Railway. Diese als Klasse K bezeichneten Lokomotiven waren Verbundmaschinen mit Zylindern auf der Rahmenseite. Die nächsten beiden Lokomotiven, 1910 für die Darjeeling Railway gebaut, entsprachen dagegen mit einfacher Dampfdehnung und anderer Zylinderanordnung Garratts ursprünglichem Entwurf. 
In den folgenden Jahren arbeitete Garratt an der Weiterentwicklung der Gelenklokomotive und ließ sich unter anderem Ölfeuerungen für Dampflokomotiven und zuletzt im Frühjahr 1913 einen Funkenfänger patentieren. Ein halbes Jahr später starb Garratt im Alter von 49 Jahren.